# William Black

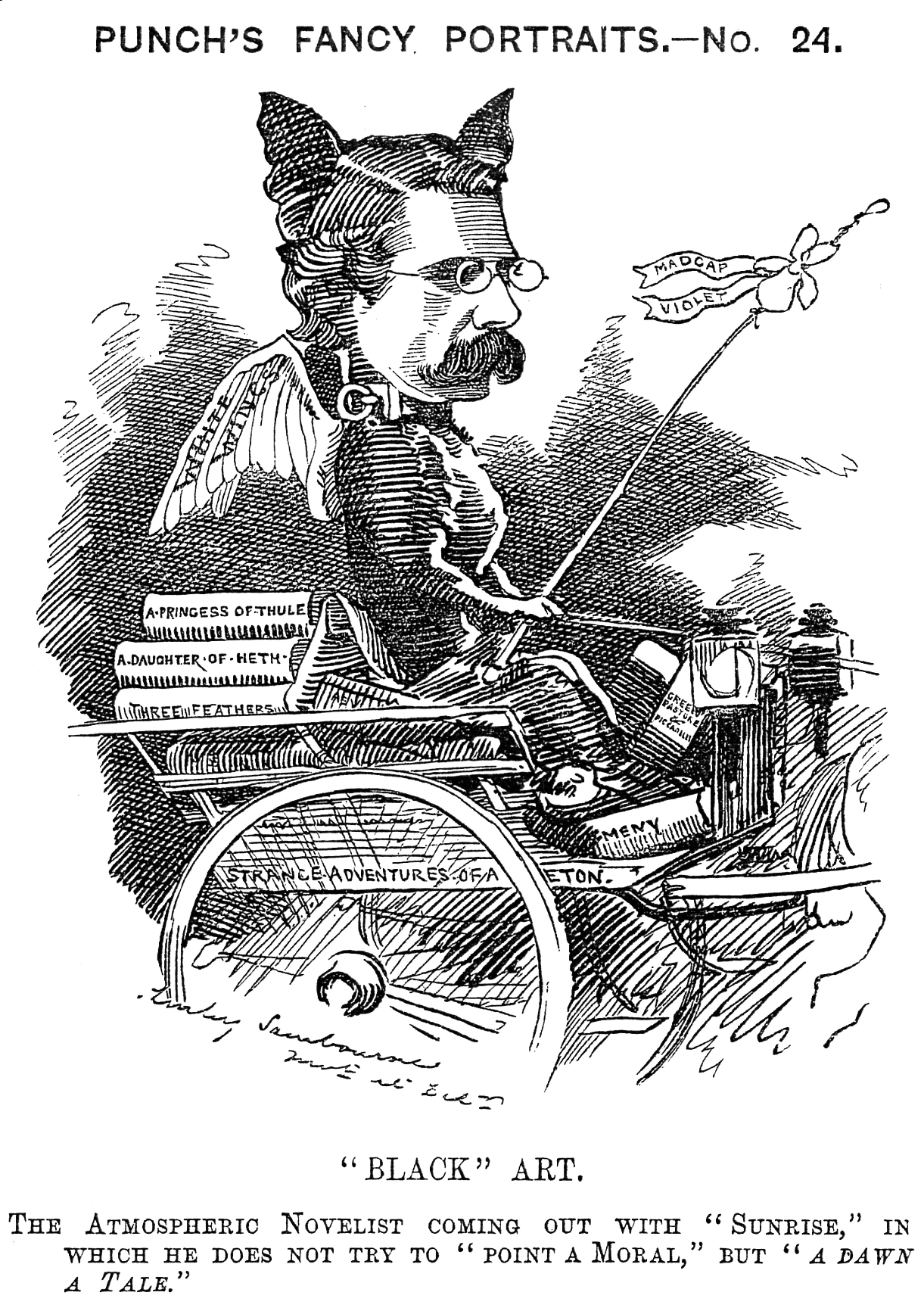
Karikatyr av William Black ur tidskriften "Punch".

William Black, född 13 november 1841 i Glasgow, död 10 december 1898 i Brighton, var en brittisk journalist och författare.
Black skildrade i en rad romaner de skotska högländernas natur och folk. Bland hans främsta verk märks A daughter of Heth (1871). Till svenska finns översatta I silkesskrud (1875) och Prinsessan av Thule (1878).